# Кведа-Агви
Кведа-Агви (груз. ქვედა აღვი) — село в Грузии, на территории Цагерского муниципалитета края (мхаре) Рача-Лечхуми и Нижняя Сванетия.

## География
Село находится в северной части Грузии, в пределах долины реки Цхенисцкали, на расстоянии приблизительно 6 километров (по прямой) к юго-западу от города Цагери, административного центра муниципалитета. Абсолютная высота — 472 метра над уровнем моря.

## Население
По результатам официальной переписи населения 2014 года, в Кведа-Агви проживало 193 человека (96 мужчин и 97 женщин). В национальной структуре населения грузины составляли 99,5 %, русские – 0,5 %.
| Год  | Население, человек |
| ---- | ------------------ |
| 2002 | 251                |
| 2014 | ↘ 193              |